# Тумащ
Тумащ или Тумащь — древнерусская крепость на реке Стугне в Киевской земле. В настоящее время городище находится близ села Старые Безрадичи Обуховского района Киевской области. Исследовалось П. А. Раппопортом, Б. А. Рыбаковым, В. В. Хвойкой.
Тумащ был важным опорным пунктом, защищавшим в XI—XIII веках вместе с соседними Трипольем и Васильковом Киев от половцев. Эти стугненские крепости образовывали Стугненскую оборонительную линию.
Точных данных о том, кем он был основан, нет, однако не исключено, что его основал ещё Владимир Великий в конце X века. Впервые упоминается в Лаврентьевской летописи под 1150 годом в связи с междоусобной борьбой Изяслава Мстиславича Волынского и Юрия Владимировича Долгорукого за киевский престол. Под Тумащем состоялась битва между нанявшим берендеев Изяславом Мстиславичем и союзником Долгорукого, Владимирком Галицким, проигранная Изяславом.
В 1168 году в Тумаще умер идущий на половцев брат киевского князя Мстислава Изяславича Ярополк Изяславич.
В дальнейшем сведений о Тумаще в летописях нет, однако, находясь на подступах к Киеву, предположительно, крепость не раз осаждалась половцами. По всей вероятности, был разорён во время Батыева нашествия и прекратил своё существование.
Треугольный детинец Тумаща площадью 1,6 га занимал высокий мыс левого берега Стугны, ниже Василькова. С напольной стороны он был защищён рвом и валом с внутревальными срубными конструкциями. Въезд в крепость осуществлялся с юго-запада. С этой стороны к детинцу примыкал обширный окольный город площадью 8 га, окружённый двумя линиями валов и рвов.